# Narodowy Instytut Onkologii im. Marii Skłodowskiej-Curie – Państwowy Instytut Badawczy

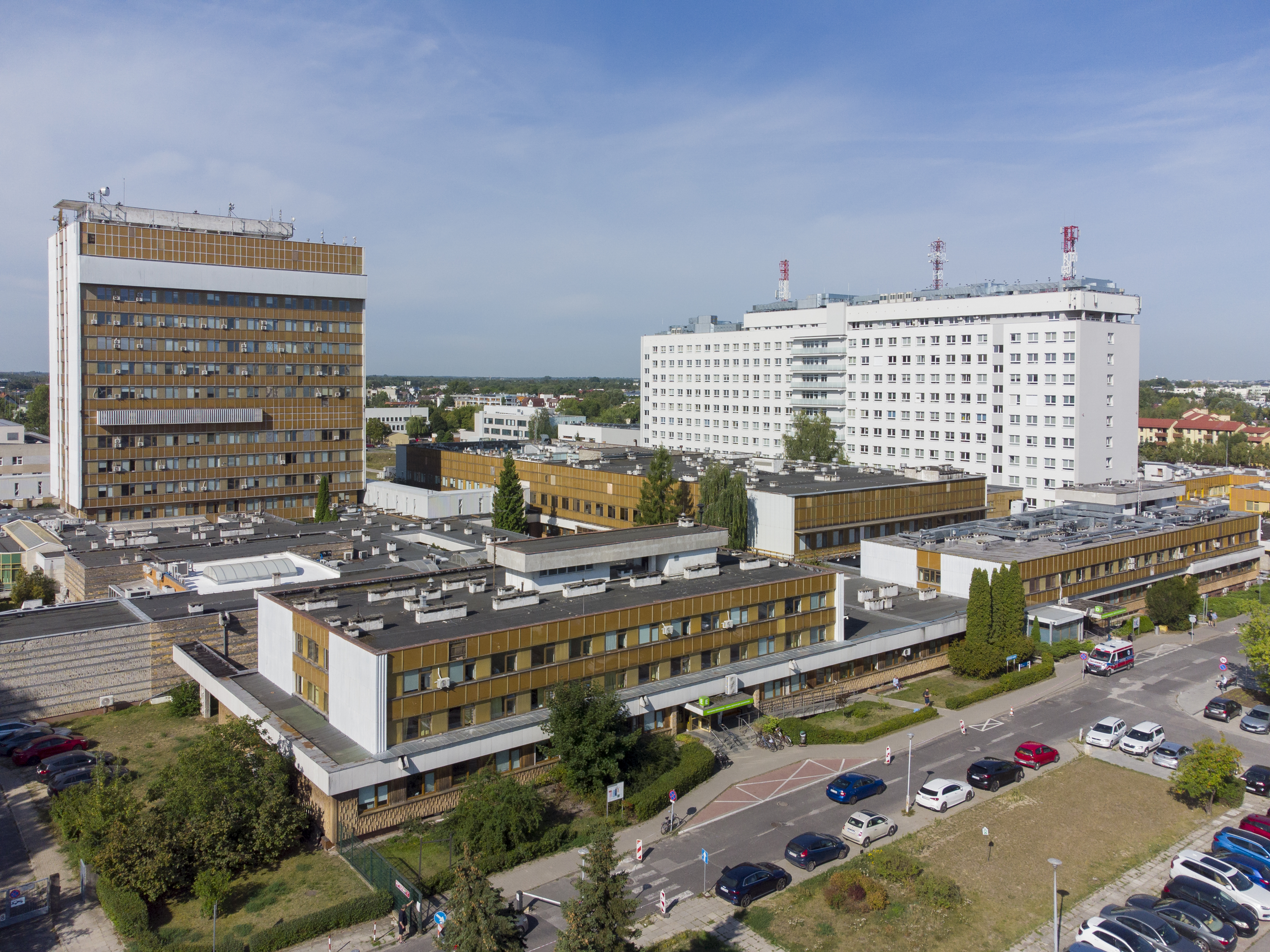
Hauptsitz des Institut in Warschau

Das Narodowy Instytut Onkologii im. Marii Skłodowskiej-Curie – Państwowy Instytut Badawczy  (bis 2020 Centrum Onkologii – Instytut im. Marii Skłodowskiej-Curie, dt. Onkologiezentrum – Maria-Skłodowska-Curie-Institut) ist ein onkologisches Institut mit Sitz in Warschau und eine Nachfolgeeinrichtung des auf Initiative von Marie Curie im Jahre 1932 gegründeten Radium-Institutes in Warschau.
Das Krankenhaus befindet sich in Warschau an der ul. Wilhelma Konrada Roentgena 5 und die Poliklinik des Institutes (und der ursprüngliche Hauptsitz) an der Wawelska-Straße.

## Geschichte

### Radium-Institut
Das Institut wurde am 29. Mai 1932 auf die Initiative von Maria Skłodowska-Curie als Radium-Institut in Warschau (poln.: Instytut Radowy w Warszawie) an der Wawelska-Straße in Warschau gegründet.

### Zweiter Weltkrieg
Am 5. August 1944 wurde das Krankenhaus zum Schauplatz grausamer Verbrechen durch Einheiten deutscher SS und Ordnungspolizei. Kranke Frauen und hier tätige Schwestern wurden vergewaltigt und zusammen mit den Ärzten ermordet; teilweise gehängt. Im Krankenhaus wurde Feuer gelegt, Menschen verbrannten. Gefangene Männer wurden gefoltert (Massaker von Ochota).

### Onkologie-Institut
1951 wurde das Radium-Institut auf die Verordnung des Ministerrates hin mit dem Onkologie-Institut in Krakau (Instytut Onkologii w Krakowie) und dem – seit 1947 bestehenden – Staatlichem Institut für Krebsbehandlung in Gliwice (Państwowy Instytut Przeciwrakowy w Gliwicach) zum Maria-Skłodowska-Curie-Onkologie-Institut mit Hauptsitz in Warschau und Niederlassungen in Krakau und Gliwice zusammengeschlossen.
Dank der Bemühungen des Nestors der polnischen Onkologie, Professor Tadeusz Koszarowski wurde im Warschauer Stadtbezirk Ursynów eine große Neubauinvestition für das Institut realisiert. Die ersten Räumlichkeiten wurden 1984 für die Benutzung freigegeben. Im selben Jahr wurde das Onkologie-Institut in Centrum Onkologii – Instytut im. Marii Skłodowskiej-Curie (Zentrum für Onkologie – Maria-Skłodowska-Curie-Institut) umbenannt.
Das Institut ist eine führende Institution im Bereich der Onkologie in Polen.